# EFootball ウイニングイレブン 2021
『eFootball ウイニングイレブン2021 SEASON UPDATE』（海外版：eFootball PES 2021 SEASON UPDATE）は、コナミデジタルエンタテインメントより2020年9月17日リリースのサッカーゲーム。eFootball ウイニングイレブンシリーズとしては今作で25作目 である。日本版はPlayStation 4とSteamにて発売。ウイニングイレブンシリーズ生誕25周年記念作品。
今作は前作『eFootball ウイニングイレブン 2020』のシーズンアップデートとして発売されるが、『2020』のデータを更新するのではなく、別ゲームとしての販売。ダウンロード版・ディスク版両方発売されるが、ダウンロード版(クラブエディション)は『2020』のゲーム内告知から販売ページへ進むと20%OFFで購入可能。

パッケージアートにはリオネル メッシ、クリスティアーノ ロナウド、マーカス ラッシュフォード、アルフォンソ デイヴィスが描かれる。
2021年7月21日、次回作以降のシリーズ名称が『eFootball』に改められることが発表。今作がウイニングイレブンシリーズ最後の作品となった。

## ゲーム内容
前述の通り、本作は前作『eFootball ウイニングイレブン 2020』からのシーズンアップデートの為、基本的なゲーム内容は前作と変わらない。

現時点では、本項は公式サイト上にて公開されている新要素について記載する。

### Steam版
2020年9月25日にintelは「Tiger Lake」こと第11世代Coreプロセッサの動作検証に適合したゲームタイトルの発表を行い、海外でのみ販売していたSteam版の日本語版を販売する事を発表。

2020年12月3日に販売が開始された。

### マスターリーグ
監督アバターに新たにグアルディオラ(バルセロナ時代)、フランク ランパード、ライアン ギグスが追加される また、データパック2.0にてスティーヴン ジェラードが追加された。

### eFootball Point
ゲームプレイや大会視聴等で手に入るポイント。KONAMI IDと連携する事で様々なプラットフォームで貯めたポイントを共有出来、貯めたポイントを使用して選手やアイテム等を入手可能。

### myClubレジェンド

#### アイコニックモーメント
公式サイト上で発表されているアイコニックモーメント選手は以下の通り(太字が対象ベースチーム)。

予約特典
- リオネル メッシ （2007.04.18/コパ デル レイ 準決勝1st Leg・バルセロナvヘタフェ）
- オリヴァー カーン （2003.04.26/ブンデスリーガ 30節・ヴォルフスブルクvバイエルン）
- クリスティアーノ ロナウド （2019.03.12/UCL R16 2ndleg・ユヴェントスvアトレティコ）
- デイヴィッド ベッカム （1996.08.17/プレミアリーグ 1節・ウィンブルドンvユナイテッド）
- デニス ベルカンプ （2002.02.27/UCL GS4節・アーセナルvレヴァークーゼン）

継続プレー特典
- アレッサンドロ デル ピエーロ （1996.05.22/UCL 決勝・アヤックスvユヴェントス）
- イニエスタ （2009.05.06/UCL 準決勝 2ndleg・バルセロナvチェルシー）
- カール ハインツ ルンメニゲ （1981.06.13/ブンデスリーガ 34節・バイエルンvユルディンゲン）
- デイヴィッド ベッカム （1999.05.26/UCL 決勝・ユナイテッドvバイエルン）
- デニス ベルカンプ （2002.03.02/プレミアリーグ 28節・ニューカッスルvアーセナル）
- 中田 英寿 （2001.05.06/セリエA 29節・ユヴェントスvローマ）
- パヴェル ネドヴェド （2003.05.14/UCL 準決勝 2ndleg・ユヴェントスvマドリー）
- パトリック ヴィエラ （2001.04.08/FAカップ 準決勝・アーセナルvトッテナム）
- フィリッポ インザーギ （2002.12.11/UCL 2ndGS2節・ドルトムントvミラン）
- フェルナンド トーレス （2006.02.05/ラ リーガ 22節・バルセロナvアトレティコ）
- プジョル （2006.05.17/UCL 決勝・バルセロナvアーセナル）
- フランク ライカールト （1989.05.24/EC 決勝・ブカレストvミラン）
- フランツ ベッケンバウアー （1976.04.14/EC 準決勝・バイエルンvマドリー）
- マルコ ファン バステン （1989.05.24/EC 決勝・ブカレストvミラン）
- ルート フリット （1989.05.24/EC 決勝・ブカレストvミラン）
- ロベルト カルロス （2002.05.15/UCL 決勝・レヴァークーゼンvマドリー）

## ライセンス
コナミ発表時点のもの。

### リーグライセンス
選手は特筆の無い限り全て実名。
- Premier League
  - イングランドリーグという偽名で登場。オフィシャルパートナー契約を結んでいるアーセナルとマンチェスター ユナイテッドが実名。
- Sky Bet Championship
  - イングランド2部リーグという偽名で登場。全チーム偽名。
- La Liga Santander
  - スペインリーグという偽名で登場。データパック2.0にて昇降格が反映。オフィシャルパートナー契約を結んでいるバルセロナのみ実名。
- La Liga SmartBank
  - スペイン2部リーグという偽名で登場。データパック2.0にて昇降格が反映。全チーム偽名。前作で実名化されたマジョルカも偽名に戻っている。
- Serie A TIM
  - 契約終了となったインテルナツィオナーレ、ミランが偽名。データパック2.0にて昇降格が反映。
  - ユヴェントス、ASローマとはオフィシャルパートナー契約を結んでいる。2020年12月10日にはラツィオとパートナー契約を締結した[6]。
  - 前作から引き続き、カップ戦「Coppa Italia」とスーパーカップ「Supercoppa Italiana」を実名で収録している。
- Serie BKT
  - データパック2.0にて昇降格が反映。ブレシアが前作から引き続き偽名。
- Ligue 1 Uber Eats
  - フルライセンス。前作では実名であったカップ戦「Coupe de la Ligue」は昨季限りで廃止となったため偽名へと戻った。
- Ligue 2 BKT
  - フルライセンス。
- Liga NOS
  - 前作では実名だったナシオナルが偽名化されている。
- Süper Lig
  - フルライセンス。データパック2.0にて昇格が反映。
- Tinkoff Russian Premier Liga
  - フルライセンス。ゼニトとはオフィシャルパートナー契約を結んでいる。
- Eredivisie
  - フルライセンス。
- Jupiler Pro League
  - フルライセンス。データパック2.0にて昇格が反映。
- 3F Superliga
  - フルライセンス。
- Scottish Premiership
  - フルライセンス。セルティック、レンジャーズとはオフィシャルパートナー契約を結んでいる。
- Raiffeisen Super League
  - フルライセンス。データパック2.0にて昇降格が反映。
- BRASILEIRÃO ASSAÍ 2020
  - 前作ではオフィシャルパートナー契約を結んでいたパルメイラスが架空化されている。他のチームも一部の選手が偽名で、中でもグレミオは殆どの選手が偽名となっている。
  - アトレチコ ミネイロ、コリンチャンス、フラメンゴ、インテルナシオナウ[7]、サントス[8]、サン パウロ、ヴァスコ ダ ガマとはオフィシャルパートナー契約を結んでいる。
- BRASILEIRÃO SÉRIE B 2020
  - 全チーム実名だが、一部の選手が偽名となっている。
- Liga Profesional de Fútbol
  - フルライセンス。ボカ ジュニオルス、リーベル プレートとはオフィシャルパートナー契約を結んでいる。
- Campeonato PlanVital
  - フルライセンス。コロ コロ、ウニベルシダ チリとはオフィシャルパートナー契約を結んでいる。
- Liga BetPlay DIMAYOR
  - フルライセンス。前作ではデータパックにより偽名化されていたが本作で再び実名化され、公式サイトにも情報が載っている。
- CFA Super League
  - フルライセンス。データパック2.0にて昇降格が反映。
- TOYOTA Thai League
  - フルライセンス。

### モバイル版のみのライセンス
Jリーグは2020年10月15日における2021へのアップデート後も継続収録。

2021年2月4日のデータパック4.0と同時アップデートにてJ2昇格のブラウブリッツ秋田とSC相模原が追加された。
- 明治安田生命J1リーグ
- 明治安田生命J2リーグ

### その他クラブライセンス
P - パートナークラブ
| 所属リーグ国 | チーム名                   |
| ------------ | -------------------------- |
| クロアチア   | ディナモ ザグレブ          |
| チェコ       | スラヴィア プラハ          |
| チェコ       | スパルタ プラハ            |
| ドイツ       | バイヤー レヴァークーゼン  |
| ドイツ       | バイエルン ミュンヘンP     |
| ドイツ       | シャルケ 04P               |
| ギリシャ     | AEKアテネ                  |
| ギリシャ     | オリンピアコス ピレウス    |
| ギリシャ     | パナシナイコス             |
| ギリシャ     | PAOK                       |
| ウクライナ   | ディナモ キエフ            |
| ウクライナ   | シャフタール ドネツク      |
| ペルー       | アリアンサ リマP           |
| ペルー       | スポーツ ボーイズP         |
| ペルー       | スポルティング クリスタルP |
| ペルー       | ウニベルシタリオP          |

以上の実名クラブの他、降格によって架空収録されているクラブがある。実名でその他ヨーロッパに搭載されていたアヴェスとヴィトーリアはデータパックにて偽名化。
| 所属リーグ国 | チーム名                     |
| ------------ | ---------------------------- |
| デンマーク   | エスビャウ                   |
| デンマーク   | ホブロー                     |
| デンマーク   | シルケボー                   |
| イングランド | チャールトン アスレティック  |
| イングランド | ハル シティ                  |
| イングランド | ウィガン アスレティック      |
| イタリア     | リヴォルノ                   |
| イタリア     | ペルージャ                   |
| イタリア     | ユーヴェ スタビア            |
| イタリア     | トラパーニ                   |
| ポルトガル   | CD アヴェス                  |
| ポルトガル   | ヴィトーリア セトゥーバル    |
| ロシア       | オレンブルク                 |
| ロシア       | クリリヤ ソヴェトフ          |
| スペイン     | エストレマドゥーラUD         |
| スペイン     | デポルティーボ ラ コルーニャ |
| スペイン     | CDヌマンシア                 |
| スペイン     | ラシン サンタンデール        |
| スイス       | ヌーシャテル ザマックス      |
| スイス       | トゥーン                     |

- AFC Champions League
  - Jリーグはコンシューマー版ではACLに出場する3チームのみ収録。

| 所属リーグ国     | チーム名                   |
| ---------------- | -------------------------- |
| イラン           | エステグラル               |
| イラン           | ペルセポリス               |
| イラン           | セパハン                   |
| イラン           | シャフル ホドゥロ          |
| イラク           | アル ショルタ              |
| カタール         | アル ドゥハイル            |
| カタール         | アル サッド                |
| サウジアラビア   | アル アリ サウジ           |
| サウジアラビア   | アル ヒラル                |
| サウジアラビア   | アル ナスル                |
| サウジアラビア   | アル ターウォン            |
| アラブ首長国連邦 | アル アイン                |
| アラブ首長国連邦 | アル ワフダ                |
| アラブ首長国連邦 | シャバブ アル アリ ドバイ  |
| アラブ首長国連邦 | シャールジャ               |
| ウズベキスタン   | パフタコール               |
| オーストラリア   | メルボルン ヴィクトリー    |
| オーストラリア   | パース グローリー          |
| オーストラリア   | シドニー                   |
| 中国             | 北京国安                   |
| 中国             | 広州恒大                   |
| 中国             | 上海申花                   |
| 中国             | 上海上港集団               |
| 日本             | FC東京                     |
| 日本             | ヴィッセル神戸             |
| 日本             | 横浜F・マリノス            |
| 韓国             | 全北現代モータース         |
| 韓国             | ソウル                     |
| 韓国             | 水原三星ブルーウィングス   |
| 韓国             | 蔚山現代                   |
| マレーシア       | ジョホール ダルル タクジム |
| タイ             | チェンライ ユナイテッド    |

### ナショナルチーム
コナミ発表時点のもの。

今作も前作同様UEFA EURO収録のためヨーロッパ代表チームが55ヵ国収録されている。

南アフリカの偽名化以外の変更は無し。
| - ヨーロッパ（UEFA） - アルバニア - アンドラ - アルメニア - オーストリア - アゼルバイジャン - ベラルーシ - ベルギー - ボスニア・ヘルツェゴビナ - ブルガリア - クロアチア - キプロス - チェコ - デンマーク - イングランド - エストニア - フェロー諸島 - フィンランド - フランス - ジョージア - ドイツ - ジブラルタル - ギリシャ - ハンガリー - アイスランド - アイルランド - イスラエル - イタリア - カザフスタン - コソボ - ラトビア - リヒテンシュタイン - リトアニア - ルクセンブルク - マルタ - モルドバ - モンテネグロ - オランダ - 北マケドニア - 北アイルランド - ノルウェー - ポーランド - ポルトガル - ルーマニア - ロシア - サンマリノ - スコットランド - セルビア - スロバキア - スロベニア - スペイン - スウェーデン - スイス - トルコ - ウクライナ - ウェールズ | - アフリカ（CAF） - アルジェリア Fict. - ブルキナファソ Fict. - カメルーン - コートジボワール - エジプト - ガーナ - ギニア Fict. - マリ Fict. - モロッコ - ナイジェリア Fict. - セネガル Fict. - 南アフリカ共和国 Fict. - チュニジア Fict. - ザンビア Fict. - 北中米カリブ海（CONCACAF） - コスタリカ - ホンジュラス - ジャマイカ Fict. - メキシコ Fict. - パナマ - アメリカ合衆国 Fict. - 南米（CONMEBOL） - アルゼンチン - ボリビア - ブラジル - チリ - コロンビア - エクアドル Fict. - パラグアイ - ペルー - ウルグアイ Fict. - ベネズエラ - アジア（AFC）・オセアニア（OFC） - オーストラリア - 中華人民共和国 Fict. - イラン Fict. - イラク Fict. - 日本 - ヨルダン Fict. - 北朝鮮 Fict. - クウェート Fict. - レバノン Fict. - ニュージーランド - オマーン Fict. - カタール Fict. - 韓国 Fict. - サウジアラビア Fict. - タイ - アラブ首長国連邦 Fict. - ウズベキスタン Fict. |

詳細

太字 - フルライセンス

Fict. - 選手偽名

## スタジアム
コナミ発表時点のもの。

前作からは偽名となるインテル/ミランのサン・シーロの他、フェネルバフチェのシュクリュ・サラジオウル・スタジアム、パルメイラス旧スタジアムのエスタジオ・パレストラ・イタリアが削除されている。

エスタディオ・ド・マラカナンは発売当初非搭載だったが、データパックにて復活した。また、同じくウニベルシダ チリのスタジアムが2019ぶりに再搭載された。

パルメイラスは本作偽名であるが、一部装飾を削除したうえでスタジアムは収録されている。
- 実名
  -  カンプ・ノウ（バルセロナ）
  -  アリアンツ・アレナ／フスバル・アレナ・ミュンヘン（バイエルン ミュンヘン／ドイツ代表／EURO2020会場）
  -  フェルティンス・アレーナ（シャルケ 04）
  -  ウェンブリー・スタジアム connected by EE／ウェンブリー・スタジアム（イングランド代表／EURO2020会場・決勝会場）
  -  オールド・トラフォード（マンチェスター ユナイテッド）
  -  エミレーツ・スタジアム（アーセナル）
  -  アリアンツ・スタジアム（ユヴェントス）
  -  ローマ・オリンピコ（ローマ／ラツィオ／イタリア代表／EURO2020会場）
  -  スタッド・ルイ・ドゥ（モナコ）
  -  ザンクト・ヤコブ・パルク（バーゼル／スイス代表）
  -  ガスプロム・アリーナ／サンクトペテルブルク・スタジアム（ゼニト／EURO2020会場）
  -  セルティック・パーク（セルティック）
  -  アイブロックス・スタジアム（レンジャーズ）
  -  エスタディオ・ジョゼ・アルヴァラーデ（スポルティング CP）
  -  ヨハン・クライフ・アレナ（アヤックス／オランダ代表／EURO2020会場）
  -  デ・カイプ（フェイエノールト）
  -  エスタディオ・サン・ジャヌアリオ（ヴァスコ ダ ガマ）
  -  アリアンツ・パルケ（パルメイラス）
  -  エスタディオ・ミネイロン(クルゼイロ／アトレチコ ミネイロ）
  -  ネオ・キミカ・アレナ（コリンチャンス）
  -  エスタジオ・ベイラ＝リオ（インテルナシオナウ）
  -  アレーナ・ド・グレミオ（グレミオ）
  -  エスタジオ・シーセロ・ポンペウ・ヂ・トレド（サン パウロ）
  -  エスタディオ・ウルバーノ・カルデイラ（サントス）
  -  エル・モヌメンタル（リーベル プレート／アルゼンチン代表）
  -  エスタディオ・アルベルト・J・アルマンド｜ラ・ボンボネーラ（ボカ ジュニオルス）
  -  エスタディオ・モヌメンタル・デ・コロコロ（コロ コロ）
  -  エスタディオ・アレハンドロ・ビジャヌエバ（アリアンサ リマ）
  -  埼玉スタジアム2002（浦和レッズ／日本代表）
- データパック追加
  -  エスタディオ・ド・マラカナン（フルミネンセ／フラメンゴ／ブラジル代表）
  -  エスタディオ・ナシオナル・フリオ・マルティネス・パラダノス（ウニベルシダ チリ／チリ代表）
- 架空
  - コナミ・スタジアム
  - ノイ・ゾネ・アレナ
  - メトロポール・アレナ
  - ホーフドスタッドゥ・シュタディオン
  - エスタディオ・カンペオン
  - エスタディオ・エスコルピオ
  - エスタディオ・ヌエボ・トリウンフォ
  - スタッド・ド・サジテール
  - スタジオ・オリオン
  - ブルク・スタディオン
  - エスタディオ・デル・マルタンガル
  - ローズパーク・スタジアム
  - コロッセオ・デ・ロス・デポルス
  - スポーツ・パーク
  - ヴィレッジ・ロード
  - ナショナル・スタジアム
  - エスタディオ・タウロ
  - eFootball スタジアム
  - eFootball.Pro アレーナ